# Anisocyrta curticubita
Anisocyrta curticubita är en stekelart som beskrevs av Robert A.Wharton 1980. Anisocyrta curticubita ingår i släktet Anisocyrta och familjen bracksteklar. Inga underarter finns listade i Catalogue of Life.